# 오투케구
오투케구(Otuke)는 우간다의 구로 행정 중심지는 오투케이며 면적은 1,549.8km2, 인구는 86,000명 (2012년 기준)이다. 행정 구역상으로는 북부 주에 속한다. 북쪽으로는 아가고 구, 북동쪽으로는 아빔 구, 동쪽으로는 나파크 구, 남동쪽으로는 아무리아 구, 남쪽으로는 알레브통 구, 남서쪽으로는 리라 구, 북서쪽으로는 파데르 구와 접한다.

## 같이 보기
- 우간다의 행정 구역